# Godegisel
 Ikke at forveksle med Godegisil (burgunder).
Godegisel (ses også stavet Godigisel) var konge over de hasdingske vandaler til sin død i 406.

## De hasdingske vandaler
Vandalerne kendes fra romerske beretninger fra det 1. århundrede, og boede på det tidspunkt i det nuværende Polen. De delte sig senere i de silingske og de hasdingske vandaler, og sidstnævnte fik omkring år 180 den romerske kejsers tilladelse til at slå sig ned i det nuværende Ungarn, hvor de boede i mere end 200 år, og hvor de blev et rytterfolk. Omkring år 400 kom de under pres af de fremrykkende hunner, der også var ryttere, og som havde brug for hasdingernes græsningsområder ved Donau.

## Godegisel som konge
Godegisel var konge for de hasdingske vandaler på dette tidspunkt, og under hans ledelse brød hele folket op i 400 og drog over Donau ind i Romerriget. Alanerne i området slog følge med dem, og Torsten Jacobsen anfører noget så grundlæggende som mangel på mad, som den vigtigste årsag til opbruddet. De to stammer plyndrede romerske landbrugsområder i provinsen Pannonien, indtil det vestromerske riges magthaver, Stilicho - der var af vandalsk afstamning - i 401 fik forhandlet en aftale med dem, så de kunne bosætte sig som foederati i provinserne Noricum og Raetia II i det nuværende Østrig og sydligste Bayern. I 405 blev Noricum imidlertid invaderet og plyndret af en stor gotisk gruppe under Radagaisus, og det kan have været medvirkende til, at vandaler, alaner og nogle svebiske grupper i området brød op og drog vestpå mod Rhinen. De romerske grænsefæstninger langs Rhinen havde stærkt reduceret bemanding, og det blev udnyttet af de nærmeste naboer, alemannerne, der hærgede det nuværende Strasbourg og Speyer, mens burgunderne ribbede det nuværende Worms. De fleste vandaler og deres følgesvende tog en nordligere rute, der i 406 bragte dem i kontakt med frankerne. I forbindelse med udtyndingen langs Rhinen havde Stilicho indgået en aftale med frankerne om, at de skulle forsvare den nordlige del af grænsen, og det gjorde de. De hasdingske vandaler havde fået følgeskab af de silingske vandaler, men deres fælles styrke var ikke nok til at besejre frankerne. Kong Godegisel faldt i slaget, men vandalerne blev reddet, da deres alanske kampfæller kom til undsætning og drev frankerne tilbage. Godegisel blev afløst af sin søn Gunderik, og herefter var scenen sat til, at vandaler, alaner og de svebiske quader kunne forcere Rhinen ved Mainz, 31. december 406, med kurs mod Galliens rigdomme.

## Literatur
- Jacobsen, Torsten Cumberland: A History of the Vandals. Westholme Publishing, Pennsylvania, 2012. ISBN 978-1-59416-159-9 (engelsk)